# Marlon Rojas
Marlon Rojas (Arima, 11 novembre 1997) è un ex calciatore trinidadiano, di ruolo difensore.

## Carriera

### Club
Inizia a giocare negli Stati Uniti con alcune squadre collegiali come i S.J. Red Storm e i Tampa Spartans. Nel 2003, ritorna in patria per giocare nel Police. L'anno dopo, viene ceduto al Joe Public. Nel 2005, torna negli Stati Uniti, firmando un contratto con il Real Salt Lake, militante nella Major League Soccer. Nel 2006, si trasferisce all'Atlanta Silverbacks, nella USL First Division. Chiude la sua carriera nel 2009 con i Bermuda Hogges, nella USL Second Division.

### Nazionale
Tra il 2004 e il 2005, ha giocato 23 partite con la nazionale trinidadiana.